# Bay of Plenty
Bay of Plenty är en region i Nya Zeeland, på den norra delen av Nordön. 

## Regionen
De två huvudinkomstkällorna för regionen utgörs av jordbruk och turism. Ett populärt resmål för turister är området kring Rotorua, på grund av den geotermiska aktivitet som finns där.
Regionen är skogbeväxt, med till stora delar planterad och skött skog, och har ett omfattande jordbruk. I kustområdena råder närmast tropiskt klimat med milt och varmt väder största delen av året. I inlandet däremot, kring Rotorua området, ligger medeltemperaturen vanligtvis 2°C under den vid kusten. Noterbara produkter från jordbruket är, kiwi, äpplen, avokado och timmer. Precis som i större delen av Nya Zeeland är fåruppfödning vanligt även om ökat uppfödandet av mjölkkor och biffdjur till viss del ersatt en del av detta.

## Demografi
| Befolkningsutvecklingen i Bay of Plenty 1991–2018 | Befolkningsutvecklingen i Bay of Plenty 1991–2018 | Befolkningsutvecklingen i Bay of Plenty 1991–2018 | Befolkningsutvecklingen i Bay of Plenty 1991–2018 | Befolkningsutvecklingen i Bay of Plenty 1991–2018 |
| ------------------------------------------------- | ------------------------------------------------- | ------------------------------------------------- | ------------------------------------------------- | ------------------------------------------------- |
|                                                   |                                                   |                                                   |                                                   |                                                   |
| År                                                |                                                   |                                                   | Folkmängd                                         |                                                   |
| 1991                                              | 1991                                              |                                                   | 203 982                                           |                                                   |
| 1996                                              | 1996                                              |                                                   | 224 364                                           |                                                   |
| 2001                                              | 2001                                              |                                                   | 239 415                                           |                                                   |
| 2006                                              | 2006                                              |                                                   | 257 379                                           |                                                   |
| 2013                                              | 2013                                              |                                                   | 267 741                                           |                                                   |
| 2018                                              | 2018                                              |                                                   | 308 499                                           |                                                   |
|                                                   |                                                   |                                                   |                                                   |                                                   |